# Сардак Дмитро Романович
Дмитро́ Рома́нович Сарда́к (11 червня 1986 — 23 лютого 2021) — сержант 59-ї окремої мотопіхотної бригади Збройних Сил України, учасник російсько-української війни.

## Життєпис
Народився 11 червня 1986 року в Одесі.
Військовослужбовець 59-ї окремої мотопіхотної бригади. Сержант, старший оператор.
Під час обстрілу позицій ЗСУ 23 лютого 2021 року неподалік смт Зайцеве (Бахмутський район, Донецька область) з мінометів 82-го калібру та станкових протитанкових гранатометів отримав важке осколкове поранення. Медичним автомобілем військової частини терміново був доставлений до лікарняного закладу міста Світлодарськ, а потім — до військово-медичного госпіталю міста Часів Яр. Тут він і помер.
Похований на Західному цвинтарі Одеси.
Залишилися брат, сестра та дружина.

## Нагороди та вшанування
- Указом Президента України № 576/2021 від 15 листопада 2021 року, «за особисту мужність, виявлену у захисті державного суверенітету та територіальної цілісності України, сумлінне і бездоганне служіння Українському народові», нагороджений орденом «За мужність» III ступеня (посмертно)[1].
- Вшановується в меморіальному комплексі «Зала пам'яті», в щоденному ранковому церемоніалі 23 лютого[2][3].